# LUCKY Hi FiVE!
『LUCKY Hi FiVE!』（ラッキー・ハイ ファイブ!）は、LiSAの2枚目のミニアルバム。2016年4月20日にアニプレックスから発売された。

## 概要
LiSAのデビュー5周年を記念した、メジャーデビュー作『Letters to U』以来の2ndミニアルバムであり、また発売日も『Letters to U』と同じ4月20日である。全曲書き下ろしの7曲を収録。
初回生産限定盤(CD+DVD+BD)と通常盤の2形態で発売。限定盤は三方背スリーブケース仕様となっており、撮り下ろしフォトブックレットが封入されている。
限定盤のBD、DVDは共に、関和亮監督による「Hi FiVE!」のミュージッククリップと「『Believe in myself』in ASiA TOUR 2015」の模様を収録。
2016年5月11日にはLP盤をリリースした。

## 収録曲
| #         | タイトル              | 作詞           | 作曲                              | 編曲               | 時間  |
| --------- | --------------------- | -------------- | --------------------------------- | ------------------ | ----- |
| 1.        | 「ラブリーデイ」      | LiSA           | 野間康介 (agehasprings)           | 堀江晶太           | 3:47  |
| 2.        | 「Hi FiVE!」          | LiSA・田淵智也 | 田淵智也                          | akkin              | 4:35  |
| 3.        | 「Psychedelic Drive」 | LiSA           | 横山直弘                          | 堀江晶太           | 4:10  |
| 4.        | 「She」               | LiSA           | PABLO a.k.a. WTF!?                | PABLO a.k.a. WTF!? | 3:56  |
| 5.        | 「halo-halo」         | LiSA           | 小南泰葉                          | 江口亮             | 4:14  |
| 6.        | 「Get free」          | LiSA・古屋真   | Ryota Kawamura、Rebecca Hollcraft | akkin、RIO         | 4:06  |
| 7.        | 「終わらない冒険」    | LiSA           | 高橋浩一郎                        | akkin              | 4:43  |
| 合計時間: | 合計時間:             | 合計時間:      | 合計時間:                         | 合計時間:          | 29:31 |

| #  | タイトル                                    | 作詞 | 作曲・編曲 |
| -- | ------------------------------------------- | ---- | ---------- |
| 1. | 「Hi FiVE!」(-Music Clip-)                  |      |            |
| 2. | 「Believe in myself, Believe in the dream」 |      |            |

### 楽曲解説
CD
1. ラブリーデイ
2. Hi FiVE!
  - 本作のリード曲。冒頭に、1stミニアルバム『Letters to U』収録曲「Believe in myself」の一部がエフェクトがかった状態で流れる。LiSAが影響を受けたGreen Dayを彷彿させるようなイントロに、ポップ・パンク気味のサウンドとなっている。
ベストアルバム『LiSA BEST -Way-』にも収録。
3. Psychedelic Drive
4. She
5. halo-halo
6. Get free
7. 終わらない冒険

Blu-ray & DVD
- 「Believe in myself, Believe in the dream」
  - 海外公演「in ASiA TOUR 2015」でのライブ映像。当初の本アルバム発表時点において、公式サイトでは「『Believe in myself』in ASiA TOUR 2015」でのタイトルとして記載されていたが、リリース近日に現在の上述タイトルへ変更となった。

## タイアップ
halo-halo
NHKワールドTV/BSプレミアム『J-MELO』エンディングテーマ（2016年4月 - ）

## 演奏
- 比田井修：Drums (#1.5)
- 高慶“CO-K”卓史：Guitar (#1)
- 高間有一：Bass (#1.2.3.4.6)
- 野間康介：Piano (#1.5)
- げんだむ：
  - Wind Chime, Bell (#1)
  - Tambourine (#1.2)
- 春の新生活応援団：Backing Vocal (#1)
- 堀江晶太 (PENGUIN RESEARCH)：Organ & Other Instruments (#1)
- 山内“masshoi”優：Drums (#2.3.4.7)
- ハイファイ部：Backing Vocal (#2)
- akkin：Guitar & Other Instruments (#2.6.7)
- 山本陽介：Guitar (#3.5)
- PABLO (Pay money To my Pain)：Guitar, Backing Vocal & Other Instruments (#4)
- 三島想平 (cinema staff)：Bass (#5)
- マウンテンハウス愛好会：Backing Vocal (#5)
- 江口亮：Other Instruments (#5)
- Jane：Love Girl (#5)
- U (ROOKiEZ is PUNK'D)：Drums (#6)
- 白井アキト：Piano (#6)
- OKP-STAR (Aqua Timez)：Bass (#7)
- ドンドン班：Backing Vocal (#7)